# Samar (tỉnh)
Samar, trước đây gọi là Tây Samar, là một tỉnh của Philippines thuộc vùng Đông Visayas. Tỉnh lị là thành phố Catbalogan. Tỉnh nằm ở phía tây của đảo Samar cùng với một vài đảo nhỏ khác ở biển Samar phía tây phần đảo chính. Thành phố Catbalogan và thành phố Calbayog của tỉnh là hai trong ba thành phố duy nhất trên toàn bộ hòn đảo. Phía bắc tỉnh giáp với tỉnh Bắc Samar và phía đông giáp Đông Samar. Samar kết nối với Leyte qua cây cầu San Juanico qua eo biển San Juanico, eo biển hẹp nhất Philippines. Ở phía nam là vịnh Leyte.

## Lịch sử
Nhà thám hiểm Ruy López de Villalobos đến đảo lần đầu tiên vào năm 153 và đặt tên đảo là Las Islas Filipinas. Cho đến năm 1596, nhiều cái tên như Samar, Ibanao, Tandaya được đặt cho đảo. Cái tên Samar có nguồn gốc từ ngôn ngữ địa phương "samad" có nghĩa là vết thương hay vết cắt, phù hợp khi mô tả đặc điểm tự nhiên lởm chởm của đảo. Trong những ngày đô hộ đầu tiên của thực dân Tây Ban Nha, Samar là một phần của Cebu. Năm 1735, Samar và Leyte hợp nhất trong một tỉnh với Carigara, Leyte là thủ phủ. Năm 1768, Samar lại trở thành một tỉnh riêng. Năm 1965, Samar bị chia thành 3 đơn vị: Bắc Samar, Đông Samar, Tây Samar. Mỗi vùng có một thủ phủ riêng. Tây Samar sau đổi lại thành Samar như ngày nay.

## Nhân khẩu
Người dân bản địa tại Samar là người Waray-Waray Samar. Tuy nhiên ở các đô thị tự trị Almagro và Santo Niño, tiếng Cebuano là ngôn ngữ mẹ đẻ.

## Hành chính
Tỉnh có 2 thành phố:
- Catbalogan
- Calbayog

24 khu tự quản:
| - Almagro - Basey - Calbiga - Daram - Gandara - Hinabangan - Jiabong - Marabut - Matuguinao - Motiong - Pagsanghan - Paranas (Wright) | - Pinabacdao - San Jorge - San Jose De Buan - San Sebastian - Santa Margarita - Santa Rita - Santo Niño - Merida - Tagapul-an - Talalora - Tarangnan - Villareal - Zumarraga |